# Perfect (film)
Pour les articles homonymes, voir Perfect.
Pour plus de détails, voir Fiche technique et Distribution.
Perfect est un film américain réalisé par James Bridges, sorti en 1985, avec John Travolta et Jamie Lee Curtis. Le film est basé sur une série d'articles parus dans le Rolling Stone magazine à la fin des années 1970, faisant la chronique sur la popularité des clubs de remise en forme parmi les célibataires de Los Angeles.

## Synopsis
Le journaliste Adam Lawrence de Rolling Stone est envoyé de New York à Los Angeles pour écrire un article sur un homme d'affaires arrêté pour trafic de drogue. Pendant son séjour à Los Angeles, Adam voit une occasion de rassembler le matériel pour un autre article sur la façon dont les centres de fitness sont devenus les bars pour célibataires dans les années 1980.
Il visite The Sport Connexion, un gymnase populaire où il rencontre la monitrice Jessie Wilson et lui demande une interview. Ayant eu une mauvaise expérience avec la presse quand elle était nageuse de compétition, Jessie refuse.
Adam joint le club et commence à poser des questions sur les couples qui se sont formés au sein de celui-ci. Certains, comme Linda sont trop francs et racontent leurs expériences avec le sexe opposé...

## Fiche technique
- Titre : Perfect
- Réalisation : James Bridges
- Scénario : Aaron Latham (articles), James Bridges
- Production : James Bridges
- Musique : Narada Michael Walden
- Musique originale : Ralph Burns
- Photographie : Gordon Willis
- Montage : Jeff Gourson (en)
- Productrice associée : Joan Edwards
- Productrice exécutive : Kim Kurumada
- Coproducteur : Jack Larson
- Casting : Howard Feuer (en)
- Costumes : Michael Kaplan
- Pays : États-Unis
- Couleur : Technicolor
- Format : 2.35:1 35 mm Panavision anamorphique
- Genre : drame, romance
- Durée : 115 minutes
- Budget : 20.000,000 $
- Recette : 12.918,858 $
- Date de sortie :
  - États-Unis : 7 juin 1985
  - France 15 mai 1985
- Source : DVD
- Visa no 27747

## Distribution
- John Travolta (VF : Edgar Givry) : Adam Lawrence
- Jamie Lee Curtis (VF : Sylvie Feit) : Jessie Wilson
- Jann Wenner (VF : Patrick Poivey) : Mark Roth
- Marilu Henner (VF : Monique Thierry) : Sally
- Laraine Newman (VF : Jocelyne Darche) : Linda
- Anne De Salvo : Frankie
- Mathew Reed : Roger
- Stefan Gierasch (VF : Jacques Deschamps) : Charlie
- Tom Schiller : ami de Carly Simon
- Paul Kent (VF : Roger Lumont) : le JugeLee Nicholl
- Murphy Dunne : Peckerman
- Kenneth Welsh : Joe McKenzie
- Laurie Burton : Mrs. McKenzie
- Ann Travolta : Mary
- Nanette Pattee-Francini : Nanette
- Robin Samuel : Robin
- Rosalind Allen : Sterling
- Chelsea Field : Randy
- Dan Lewk : Steve
- Kenny Griswold (VF : Vincent Ropion) : Kenny
- Tracy Bayne (VF : Serge Sauvion) : Bobby
- Ken Sylk (VF :Georges Berthomieu) : Tod
- Lee Nicholl (VF : Jean-Pierre Leroux) : Jeff
- Ramey Elis (VF : Laurence Crouzet) : la réceptionniste du journal
- Ronnie Claire Edwards (VF : Jacqueline Porel) : Melody
- Carly Simon (VF : Emmanuelle Bondeville) : Carly

## Réception
Le film fut un échec total tant auprès du public que des critiques. John Travolta fut nommé au Razzie Awards pire acteur, Marilu Henner, pire second rôle féminin et enfin pire scénario.